# Маятник

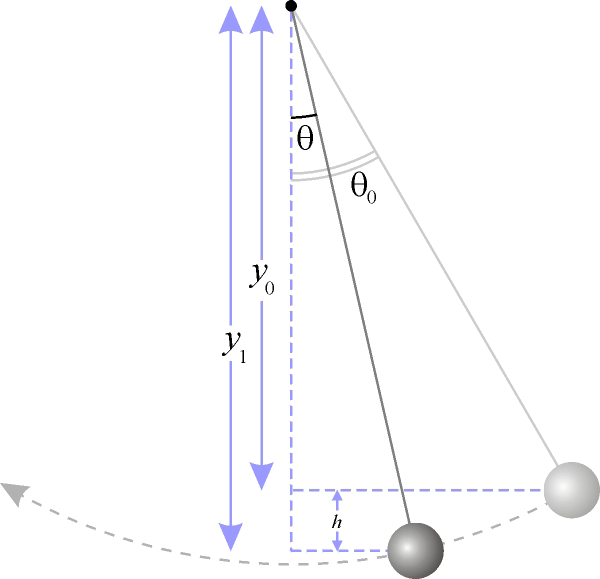
Малі коливання маятника є гармонійними

Ма́ятник (заст. вага́дло, вага́ло, вага́льце, маяч, хиту́н або махови́к) — тіло, свобода руху якого в полі тяжіння обмежена підвісом в одній точці. Маятник може здійснювати коливальні й обертальні рухи.
Маятник характеризується періодом коливань (часом, необхідним для здійснення одного повного коливального руху) і амплітудою — найбільшим кутом відхилення маятника від положення рівноваги.

## Історія
Маятник винайшов у 10 столітті Ібн Юнусо. Вивченням маятника займався Галілео Галілей, встановивши, зокрема сталість періоду коливань. Починаючи з 16–17 ст., маятник широко використовують в годинниках.

## Різновиди

Конічний маятник здійснює тільки колові рухи

Маятник Фуко є прикладом сферичного маятника

У фізиці розглядаються спрощені моделі реального маятника: математичний і фізичний маятники.
Математичний маятник — важка матеріальна точка (практично тіло малих розмірів), підвішена на невагомому нерозтяжному стрижні до нерухомої точки, яка здійснює під впливом сили тяжіння коливання по дузі кола. У моделі математичного маятника коливання здійснюються в площині.
Фізичний маятник — абсолютно тверде тіло, закріплене в одній точці, яка не є його центром інерції, на нерухомій горизонтальній осі, навколо якої воно може під дією сили тяжіння здійснювати коливальні рухи.
На відміну від простих моделей рух реального маятника складний. Крім коливань в одній площині, підвішене на нитці тіло може здійснювати також колові рухи. Крім того, воно може крутитися навколо власної осі (крутильний маятник).

## Малі коливання математичного маятника
Характерною особливістю маятника є ізохронність малих коливань. При малому відхиленні від положення рівноваги маятник здійснює коливання з періодом
{\displaystyle T=2\pi {\sqrt {\frac {l}{g}}}},
де T — період коливання, l — довжина, g — прискорення вільного падіння.

## Використання
Маятники широко використовують в різних механізмах, зокрема годинниках, навігаційних приладах, гравіметрах, сейсмографах.